# Jeanine Sontag
Jetty, Jeannine, alias Jeannette Sontag (née le 14 juin 1925 à Zurich, morte le 20 août 1944 à Saint-Genis-Laval) est une Résistante française d'origine juive, qui a combattu au sein de l'Armée secrète ainsi que dans les rangs du Bataillon FTP-MOI Lyonnais, Carmagnole.

## Biographie
Jeanine Sontag vient d'une famille juive polonaise aisée : son père Usher Sontag, industriel, est né à Grabow et sa mère Lola Spiegel, à Varsovie. Son père, naturalisé français, dirige à Strasbourg une fabrique de vêtements. Elle est élève du lycée des Pontonniers, lycée de jeunes filles de Strasbourg de 1929 à 1939, elle a professeur d’histoire Lucie Aubrac qui enseigne à partir de 1938. Passionnée par la littérature contemporaine, elle commence à étudier le droit.
Après l'invasion des Allemands, la famille s'installe en zone libre, à Lyon, dans le 6e arrondissement, au 24 rue Cuvier. Jeanine Sontag suit alors une formation de secrétaire. Malgré la réticence de ses parents, elle entre dans la Résistance, d'abord au sein de l'Armée secrète à cause de son origine bourgeoise. Elle abandonne sa formation et travaille dans une unité de reconnaissance, distribuant des tracts et des journaux puis devient agent de liaison fin 1943. Au printemps 1944, elle contacte le groupe local de résistance FTP-MOI Carmagnole d'obédience communiste. Elle veut se battre avec les armes et postule ; après quelques messes basses sur son origine gaulliste et ses goûts bourgeois, elle est acceptée et prend le pseudonyme de Jeannette.
À midi, le 3 juillet 1944, le groupe de résistance d'une dizaine de personnes dirigé par Max Sulewicz (Gaby) fait irruption dans le garage rue Gambetta à Lyon, un commerce travaillant pour la Wehrmacht, au moment où les ouvriers sont en pause déjeuner. Un groupe fait le guet, tandis que l'autre de Jeannette met des explosifs sous les camions. Jeannette tient le directeur en joue. On appelle la police qui encercle le bâtiment. Les autres résistants avec leurs chaussures en cuir atteignent le toit de la maison voisine sur une planche étroite, mais pas Jeanine, qui a des chaussures de bois brut, glissantes. Elle se blesse le pied dans la montée puis tombe, se blesse à la jambe et ne peut pas se relever. Elle donne son revolver à un camarade pour s'en débarrasser. Elle est la seule membre du groupe arrêtée par un Groupe mobile de réserve.
Elle est donnée à la Gestapo. La jeune fille, sous sa fausse identité de Marie-Louise Beroujon, est interrogée, mais ne dit ni son identité réelle, ni aucune des nombreuses informations malgré la torture au siège de la place Bellecour ou dans la prison Montluc où elle est emprisonnée avec notamment Jeannette Tavernier.
Le 20 août 1944, 120 détenus, dont Jeanine Sontag, sont amenés en autocar au fort de Côte-Lorette et sont massacrés - lors de ce qui sera appelé plus tard le massacre du fort de Côte-Lorette, ou massacre de Saint-Genis-Laval - par une équipe d'exécution de la Gestapo allemande sous les ordres de Klaus Barbie. Son corps, brûlé, est identifié grâce à quelques parcelles de vêtements. Son corps explosé à la dynamite a été retrouvé dans le charnier de Saint-Genis-Laval.

## Reconnaissance
Un square porte son nom à Strasbourg dans le quartier du Neudorf.
Son nom est inscrit sur le Caveau des martyrs à Saint-Genis-Laval.
Une salle d’études du lycée international des Pontonniers à Strasbourg lui a été dédiée. Une plaque commémorative en son honneur a été apposée à son domicile lyonnais en 2016.

## Distinction
- Médaille de la Résistance française à titre posthume (décret du 11 mars 1947)[7]